# Milagro en Roma
Milagro en Roma es una película dramática colombiana de 1988 dirigida por Lisandro Duque Naranjo con guion de Gabriel García Márquez. Fue protagonizada por Frank Ramírez, Amalia Duque García, Gerardo Arellano, Santiago García, Enrique Buenaventura, Lisandro Duque Naranjo y Humberto Dorado. Fue estrenada en el décimo Festival Internacional del Nuevo Cine Latinoamericano en La Habana, Cuba en 1988. También fue exhibida en la versión No. 29 del Festival de Cine de Cartagena en 1989.

## Sinopsis
La hija de Margarito Duarte, un empleado judicial de un pueblo colombiano, fallece repentinamente a la edad de siete años. En extrañas circunstancias, doce años después el cuerpo de la niña continúa intacto. Creyendo que se trata de un milagro, Margarito Duarte inicia un largo proceso para llegar a Roma y pedirle al Santo Papa que su hija sea santificada.

## Reparto
- Frank Ramírez
- Amalia Duque García
- Gerardo Arellano
- Santiago García
- Enrique Buenaventura
- Lisandro Duque Naranjo
- Humberto Dorado